# 賊
| ウィキペディアには「賊」という見出しの百科事典記事はありません（タイトルに「賊」を含むページの一覧/「賊」で始まるページの一覧）。 代わりにウィクショナリーのページ「賊」が役に立つかもしれません。 |